# ذوات الخرطوم
ذوات الخرطوم أو أجلوساتا أو عديمات اللسان (الاسم العلمي: Glossata) هي رتيبة من الحشرات تتبع رتبة حرشفيات الأجنحة من طبقة البانوربيديات.

## تصنيف
- تحت رتبة متغايرات العروق
- فيلق الفراشات الحقيقية
  - فصيلة الحورائيات
- فيلق الزيغينينات
  - فصيلة الزيغينية
  - فصيلة الكفلاوية
- فيلق الفراشات الليلية
  - فصيلة ليليات
  - فصيلة الأربوسية
    - الأربوساوات
      - الأربوساوية
        - الأربوسة